# Эссанусси, Вассим
Вассим Эссанусси (нидерл. Wassim Essanoussi; родился 28 октября 2003, Хелмонд, Нидерланды) — нидерландский футболист, полузащитник клуба «Хелмонд Спорт».

## Футбольная карьера
Вассим — уроженец города Хелмонд нидерландской провинции Северный Брабант. Футболом начал заниматься в местной школе «Род-Вит'62». В 2015 году перебрался в академию клуба ВВВ-Венло. В апреле 2020 года подписал с клубом двухлетний контракт с опцией продления ещё на один сезон.
24 октября 2020 года в возрасте 16 лет дебютировал в Эредивизи в поединке против «Аякса», который закончился со счётом 0:13. Вассим вышел на поле на замену на 79-й минуте вместо Йоргоса Гиакумакиса.
В июне 2022 года подписал двухлетний контракт с клубом «Хелмонд Спорт». 5 августа дебютировал за клуб в матче Эрстедивизи против НАК Бреда.